# Barry's Bay
Pour the settlement in New Zealand, voir Barrys Bay.
Barry's Bay est une communauté du canton de Madawaska Valley, en Ontario, au Canada, située à deux heures à l'ouest d'Ottawa sur les rives du lac Kamaniskeg, avec une population de 1 084 habitants en 2021.

## Histoire
Les Algonquins ont nommé la région Kuaenash Ne-ishing, ce qui signifie belle baie. Ils l'utilisaient comme lieu de rendez-vous, accueillant souvent des rassemblements de pow-wow.
Les premiers efforts des autorités de la colonie britannique du Haut-Canada pour étudier les voies navigables de cette région ont eu lieu en 1847, lorsque le cartographe James Haslett a visité la région. Haslett a noté la présence d'un fermier irlandais nommé William Byers vivant dans la région, qui a peut-être été transcrit comme « Barry's », donnant le nom de Barry's Bay sur les cartes de Haslett. Les résidents ultérieurs ont développé une histoire plus familière selon laquelle la première structure permanente a été construite à la fin des années 1850 par un certain James Barry, contremaître d'une entreprise de bois d'œuvre, que les bûcherons travaillant sous Barry ont pris l'habitude d'appeler Barry's Camp on the Bay, abrégé en Barry's Bay. Ensemble, les détails reconnaissent le fait que les premiers colons étaient des bûcherons et des fermiers.
À la fin des années 1850, les autorités du Haut-Canada cherchèrent à étendre la colonisation dans cette région en construisant la ligne Opeongo, une série de routes s'étendant vers l'ouest à partir de Renfrew. Entre 1858 et 1910, la région a attiré des colons d'origine irlandaise et polonaise, avec les 10 kilomètres (6,21371192 mi) de Wilno à Barry's Bay, recevant notamment un certain nombre de colons polonais.
Le bureau de poste de Barry's Bay a été établi en 1876, et la ville a été officiellement constituée en 1933.
La ville a servi de base de réserve pour l'armée canadienne pendant la Seconde Guerre mondiale. Les ouvriers et bûcherons locaux ont été transformés en soldats pour contribuer aux efforts de guerre du Canada.

## Monuments

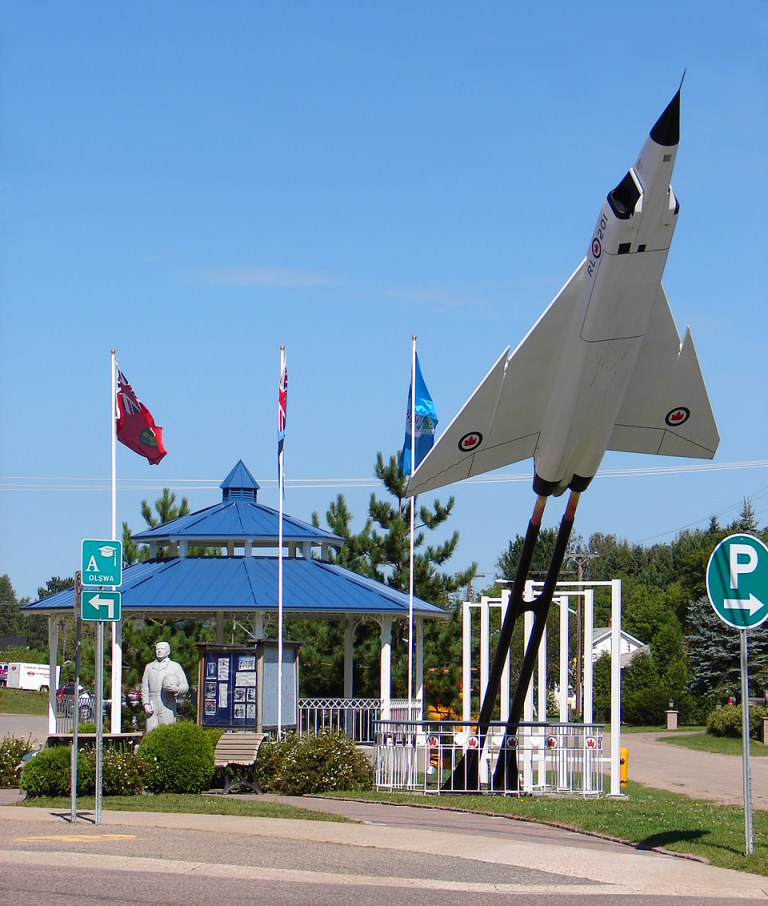
Parc Żurakowski

La gare historique abrite le South of 60 Arts' Centre, qui accueille une variété d'expositions d'art et d'artisanat, d'événements musicaux et de festivals. En 2008, la ville a rouvert le domaine skiable de Radcliffe Hills pour le snowboard et le ski alpin. Barry's Bay a été finaliste du centre du Canada lors du concours CBC Hockeyville 2006.
La communauté a dédié un parc et un monument pour honorer la construction de l'Avro CF-105 Arrow canadien et de son pilote d'essai en chef, le résident local Janusz Żurakowski . Le CF-105 était un intercepteur avancé conçu et construit au Canada qui a joué un rôle déterminant dans l’avancement de la technologie aéronautique à la fin des années 1950 et au début des années 1960.
Barry's Bay est le site du Our Lady Seat of Wisdom College (OLSWC), un établissement d'enseignement postsecondaire catholique d'arts libéraux accrédité, créé en 2000. Au cours de l’année scolaire 2019-2020, l’OLSWC comptait 110 étudiants canadiens et internationaux à temps plein.